# 이노비
이노비(EnoB)는 예술, 교육 관련 NGO 사단법인이다.

## 개요
비영리 민간 단체로 음악회와 문화 프로그램 개최 등을 주 사업으로 한다. 2006년 강태욱 대표를 주축으로 뉴욕에서 설립되었으며 2012년 서울로 영역을 넓히고, 2013년 사단법인을 설립하였다. 현재까지 400여 명의 예술가가 참여한 것으로 알려졌으며, 250회 이상 현장 공연을 진행했다.
2014년 1월 15일에 서울대학교암병원에서 신년음악회를 열었다. 2월 28일에는 뉴욕한인봉사센터 코로나경로회관을 방문하여 콘서트를 개최했다. 4월 12일에는 뉴욕 맨해튼 세인트피터 교회에서 자선 무대를 가졌으며 9월 27일에는 같은 장소에서 기금 마련 콘서트를 개최했다.